# Africa (album)
Pour les articles homonymes, voir Africa.
 (janvier 2017).
Si vous disposez d'ouvrages ou d'articles de référence ou si vous connaissez des sites web de qualité traitant du thème abordé ici, merci de compléter l'article en donnant les références utiles à sa vérifiabilité et en les liant à la section « Notes et références ».
Albums de Bisso Na Bisso
Live 15 mai 99
(1999)
Singles
1. Show Ce Soir
Sortie : Juin 2009

Africa est le nom du deuxième album du collectif de hip-hop franco-congolais Bisso Na Bisso, sorti en 2009.

## Liste des titres
| No  | Titre                                    | Durée |
| --- | ---------------------------------------- | ----- |
| 1.  | Intro Africa                             | 1:32  |
| 2.  | Show ce soir                             | 3:14  |
| 3.  | Électrochoc (feat. Espoir 2000)          | 3:35  |
| 4.  | Chéri pa douté (feat. Jocelyne Labylle)  | 3:40  |
| 5.  | Racines                                  | 3:40  |
| 6.  | Champions                                | 3:28  |
| 7.  | Pas de différence (feat. Christophe Maé) | 3:32  |
| 8.  | Là-bas                                   | 3:36  |
| 9.  | Tonton                                   | 4:32  |
| 10. | Même combat (feat. Sizzla)               | 4:38  |
| 11. | Endetté (feat. Manu Dibango)             | 4:05  |
| 12. | Bon voyage                               | 4:55  |
| 13. | Avec le sourire (feat. Khaled)           | 3:46  |

| 14. | We Are Africa (feat. Angélique Kidjo, Jerome Prister, Chaba Fadela, Meiway, Les Nubians, Mayra Andrade, Cheb Houcine, Papa Wemba, Ishmael, Ismaël Lô, Jacob Desvarieux, Cheb Akil, Queen Eteme, Billy Dikossa's, Lola, Bengani Fassie, Guy Waku) | 5:14 |